# Urbana
Urbana (Urbana in veneto) è un comune italiano di 2 030 abitanti della provincia di Padova in Veneto, situato a sud-ovest del capoluogo di provincia.

## Storia
La storia di Urbana, situata sui dossi formati dalle piene e dall'irregolarità del corso dell'Adige, circondati da avvallamenti e paludi, è testimone di insediamenti umani fin dall'età neolitica. Questi gruppi umani primitivi sfruttavano le risorse delle selve circostanti per il proprio sostentamento.
L'arrivo dei Romani, a partire dal I secolo a.C., segnò un'epoca significativa per la regione, soprattutto dopo la distribuzione delle terre della Pianura Padana ai veterani della battaglia di Azio. Le tracce della presenza romana sono ancora visibili nella centuriazione e nelle testimonianze lapidee che emergono durante l'aratura dei campi. L'origine del toponimo "Urbana" è attribuita sia a un nome proprio che al termine urbs, indicando l'antica città, o in riferimento alla V Legione Urbana, vittoriosa a Azio e responsabile della colonizzazione della zona.
Le prime bonifiche della zona sono merito dei Romani, ma con la caduta dell'Impero, l'abbandono delle opere di manutenzione, le inondazioni dell'Adige e l'avvento dei popoli barbari come Longobardi, Franchi e Ungari portarono distruzione e miseria. Intorno al Mille, con l'arrivo degli ordini monastici e degli Estensi, la situazione iniziò a migliorare.
Nel 955, una donazione al monastero di S. Maria della Vangadizza menziona per la prima volta il toponimo di Urbana. Nel 1077, l'imperatore Enrico IV confermò beni ai marchesi d'Este, segnando l'inizio di un'era di ripresa delle opere di bonifica e di canalizzazione, rendendo le terre nuovamente produttive.
Durante il periodo comunale e sotto la Signoria Carrarese, Urbana, come il resto del territorio padovano, subì trascuratezza per la realtà rurale. Fu solo con la dominazione veneziana, dal 1405 al 1797, che si verificò una svolta economica significativa, soprattutto nel Cinquecento, con l'acquisto di vaste proprietà terriere da parte del patriziato veneziano.
La dominazione austriaca del Regno del Lombardo-Veneto, stabilita dal Congresso di Vienna nel 1815, e l'annessione del Veneto al Regno d'Italia non portarono miglioramenti significativi alle condizioni del paese. Solo negli ultimi decenni, l'introduzione di mezzi moderni in agricoltura e la specializzazione nelle coltivazioni ortofrutticole hanno favorito lo sviluppo di attività collaterali di lavorazione e commercializzazione. La popolazione è oggi impegnata anche in numerose unità artigianali, nel settore del mobile, dell'abbigliamento e dell’edilizia.
La chiesa di S. Gallo a Urbana, soggetta alla pieve di Casale Scodosia secondo la decima papale del 1297, non era l'edificio originale. Sembra infatti che sia stato eretto nel IX secolo, sostituendo uno precedente dedicato a sant'Anastasio. Nel secolo scorso, è stata costruita una nuova chiesa in stile gotico, inaugurata nel 1938, che ospita l'antico altare marmoreo con le statue di S. Gallo e S. Anastasio. Il campanile sorge sui resti di un'antica torre medioevale, e il tetto con le merlature è di epoca recente.
Tra le ville di notevole valore artistico-storico presenti nel territorio di Urbana si annoverano la Fonseca, la Venier e Villa Capodivacca, pregevole esempio di architettura settecentesca.

### Simboli
Lo stemma e il gonfalone sono stati concessi con DPR del 26 aprile 1984.
Ai colori rosso e nero dell'antica Scodosia longobarda sono stati aggiunti due elementi: il numero romano V — che ricorda la Quinta legione Urbana ai cui veterani vennero assegnate queste terre — e la torre campanaria della chiesa arcipretale di San Gallo, rappresentata movente dalla punta.
Il gonfalone è un drappo tagliato di giallo e di rosso.

## Monumenti e luoghi d'interesse
- Chiesa parrocchiale di San Gallo, l'attuale edificio risale al 1928, ricostruito sopra il precedente di fondazione monastica longobarda, l'altare di San Gallo, monaco e missionario irlandese discepolo dell'abate san Colombano, viene menzionato in un atto del 1188. Presente anche un ospitale e un monastero di benedettini bianchi, gli "albi" di Santa Giuliana.
- Oratorio della Madonna del Rosario, eretto nel 1620.
- Chiesa parrocchiale ed ex monastero di San Salvaro, dedicati al Santo Salvatore, cioè Cristo Redentore, risalenti all'XI secolo e divenuti un centro spirituale dipendente dall'Abbazia di Santa Maria delle Carceri. Costruito in prossimità del fiume Fratta e lungo un'antica strada, il monastero di San Salvaro diventa ben presto un punto di riferimento per pellegrini, viandanti e commercianti. Dopo un periodo di prosperità seguito da anni di abbandono, nel 1995 l'edificio monastico viene acquistato dalla Parrocchia e dal Comune di Urbana con l'intento di restaurarlo e ridare vita al complesso. Attualmente, l'ex monastero funge da sede per una scuola sacerdotale, svolgendo incontri spirituali. Inoltre, ospita il centro parrocchiale e il Museo delle Antiche Vie[7].

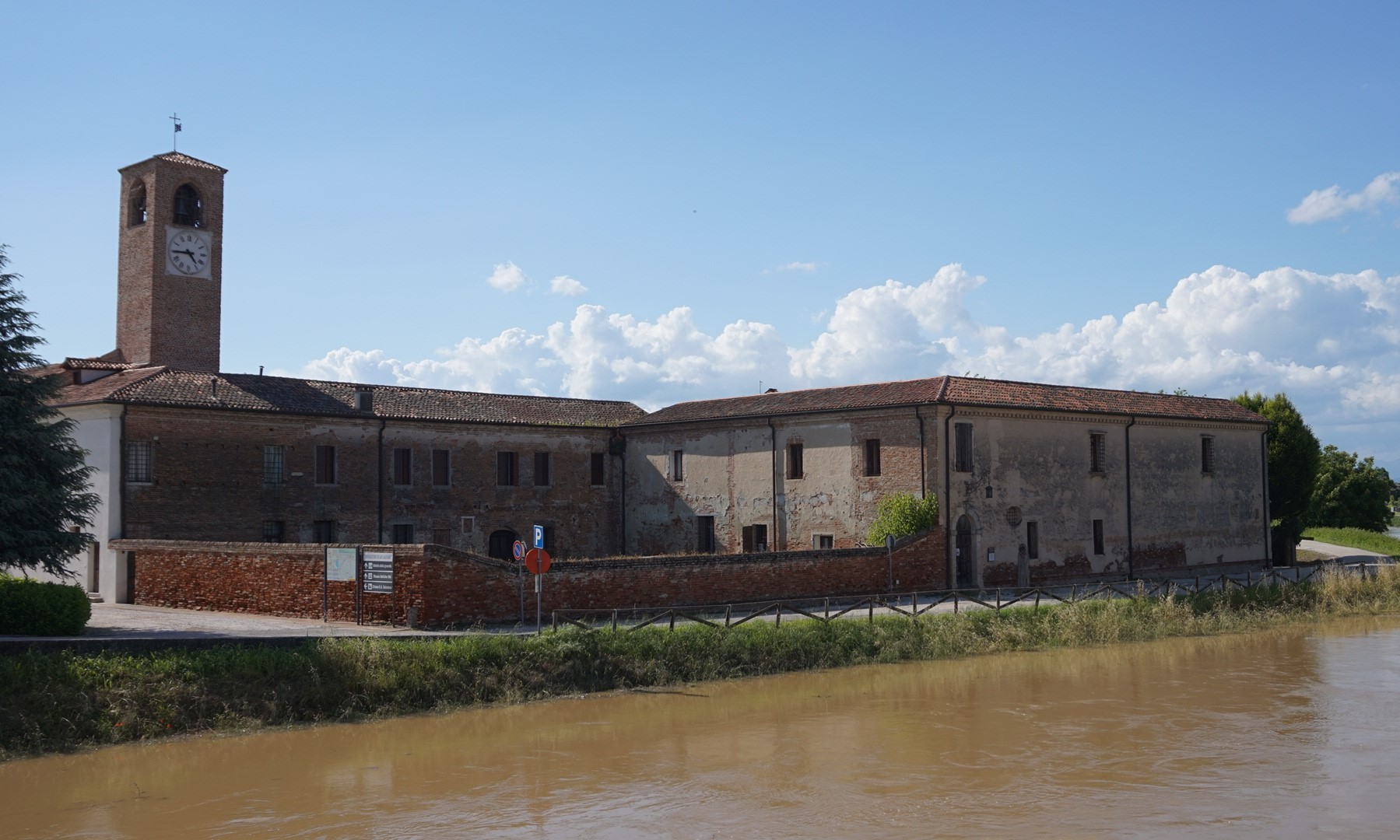
Monastero di San Salvaro
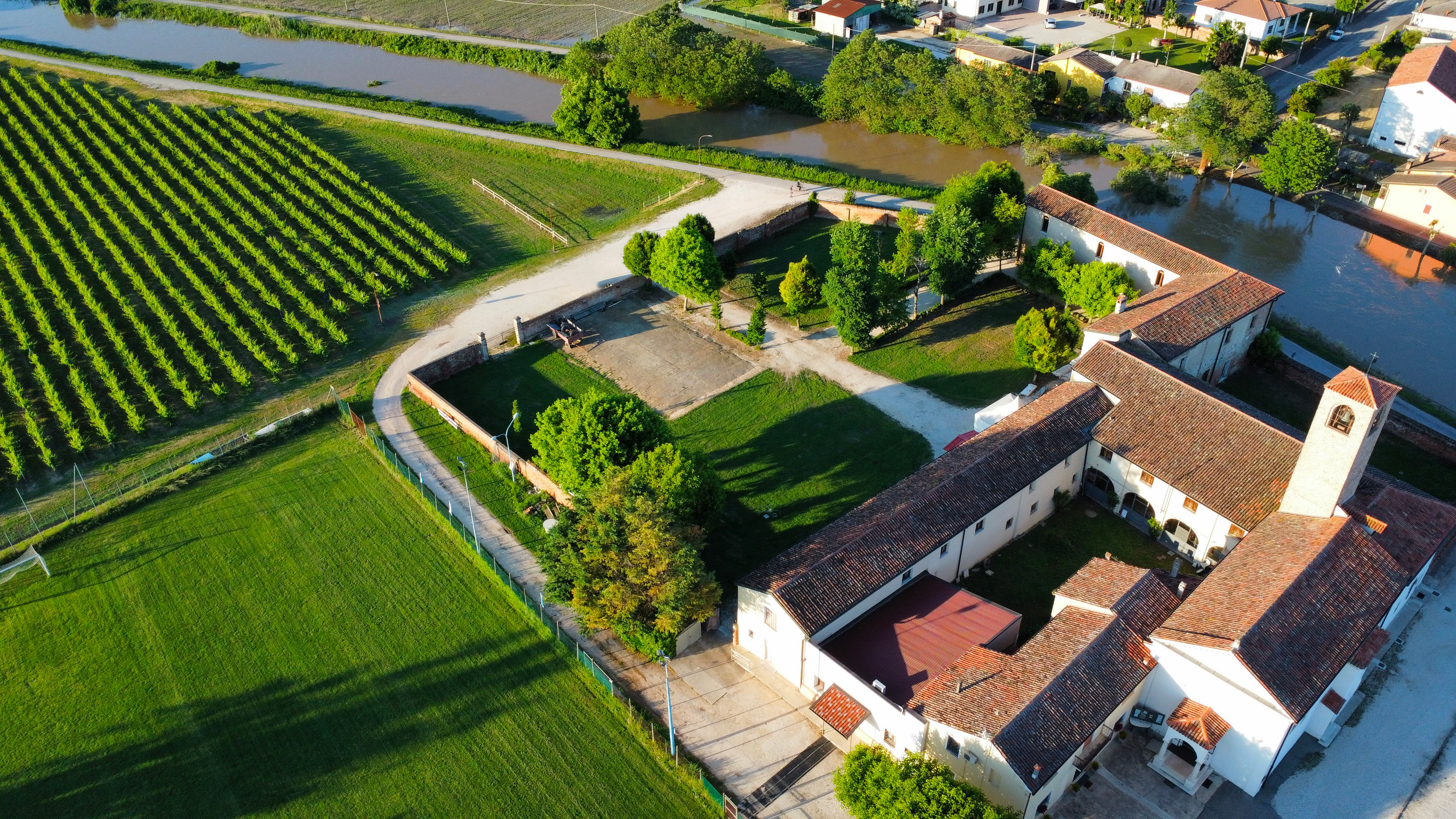
Monastero di San Salvaro
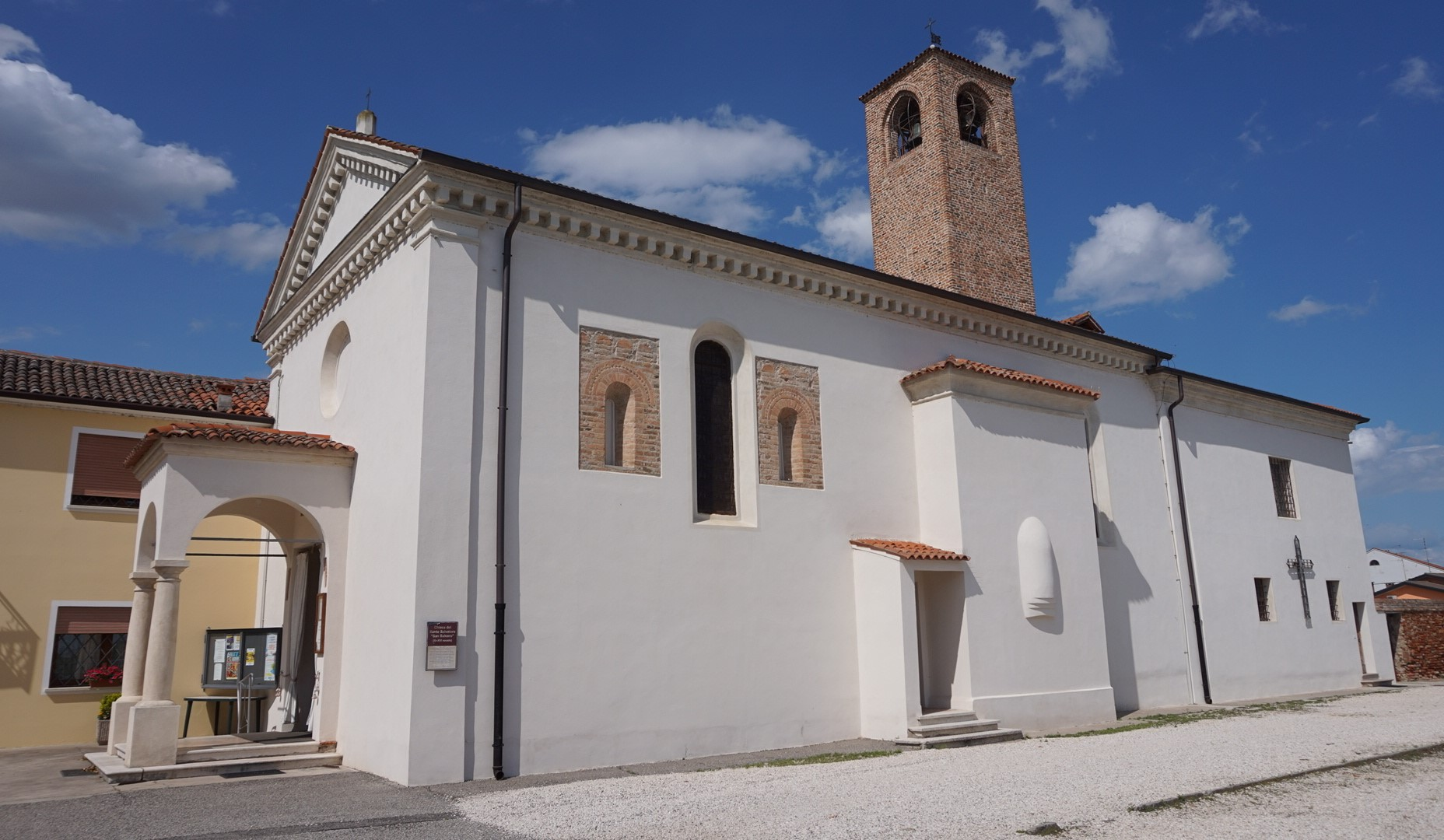
Chiesa di San Salvaro

## Società

### Evoluzione demografica
Abitanti censiti

## Amministrazione
Nel 1993 viene introdotta l'elezione diretta del sindaco da parte dei cittadini, secondo quanto riportato nella legge n. 81 del 25 marzo dello stesso anno. Di seguito vengono riportati i sindaci di Urbana dal 1995 ad oggi.
| Sindaco          | Partito                                 | Periodo        | Elezione |
| ---------------- | --------------------------------------- | -------------- | -------- |
| Roberto Soliman  | Lista civica                            | 1995-1999      | 1995     |
| Alberta Crema    | Lista civica                            | 1999-2004      | 1999     |
| Alberta Crema    | Lista civica                            | 2004-2009      | 2004     |
| Marco Balbo      | Lista civica di centro-destra           | 2009-2014      | 2009     |
| Marco Balbo      | Lista civica "Per Urbana e San Salvaro" | 2014-2019      | 2014     |
| Michele Danielli | Lista civica "Per Urbana e San Salvaro" | 2019-in carica | 2019     |